# Мишель Бурбон-Пармский
Мишель Бурбон-Пармский (Мишель Мари Ксавье Вальдемар Георг Роберт Карл Эймар; 4 марта 1926[…], XVI округ Парижа — 7 июля 2018, Нёйи-сюр-Сен) — французский бизнесмен, солдат и автогонщик. Член династии Пармских Бурбонов.
Принц Мишель был сыном принца Рене Бурбон-Пармского и его супруги, принцессы Маргрете Датской. Со стороны отца был внуком последнего герцога Пармского Роберта I, а со стороны матери — правнуком короля Дании Кристиана IX.

## Биография
Принц Мишель вырос в Париже. В 1940 году принц Мишель и его семья бежали от нацистов в Нью-Йорк, где его мать работала в шляпном магазине. Мишель был зачислен в школу иезуитов в Монреале.
Три года спустя, в возрасте 17 лет, с разрешения отца он вступил в армию США и был назначен лейтенантом. Он участвовал в операции «Джедбург»: был сброшен с парашютом на оккупированную нацистами Францию в составе диверсионной команды из трёх человек (с майором Томасом Макферсоном и сержантом Артуром Брауном).
После освобождения Франции принц Мишель был направлен в Индокитай, чтобы сражаться с вьетнамцами. 28 августа 1945 года он был заброшен на территорию с парашютом, но в тот же день был захвачен вьетнамским сопротивлением, которое удерживало его в течение одиннадцати месяцев; его пленный отряд из шести человек предпринял несколько попыток побега и были пойманы. Четверо из них были убиты, а двое выживших вернулись во Францию благодаря тому, что на Женевской конференции французы договорились о прекращении огня с вьетнамцами. Принц Мишель был одним из 3-х тысяч выживших (из 12 тысяч французских заключённых), захваченных вьетнамцами. Кавалер Почётного легиона Франции за заслуги во время войны, он также был награждён Британским военным крестом и Croix de guerre.
20-летний демобилизованный принц Мишель стал гонщиком; он принимал участие в 24-часовых гонках Ле-Мана в 1964 году и 1966 году. Оба раза его карт не финишировал. В 1964 году он также участвовал в автомобильных гонках Тур де Франс, где занял второе место. На Гран-при Монако в 1967 году он был свидетелем аварии Лоренцо Бандини: с помощью маршала ему удалось вытащить водителя из горящей Ferrari.
Принц Мишель занимался бизнесом в течение следующих десятилетий. Он работал в компании, создавшей надувную резиновую лодку Zodiac, которая имела огромный коммерческий успех после войны. Позже он заключал контракты для французских компаний с шахом Ирана Мохаммедом Резой Пехлеви, пока тот он не был свергнут в результате Исламской революции 1979 года.

## Браки и дети
В 1951 году принц Мишель женился на принцессе Иоланде де Бройли-Ревель (1928—2014), дочери принца Джозефа де Бройли-Ревель (1892—1963) и его супруги Маргариты де ла Кур де Баллерой (1901—1976). В 1966 году супруги развелись, но вновь поженились в 1983 году. Их второй брак также закончился разводом в 1999 году.
У супругов было пятеро детей:
- Принцесса Инес Бурбон-Пармская (9 мая 1952 — 20 октября 1981). Была внебрачная дочь:

- Мири Мелоди де Бурбон (род. 4 июня 1977). В 1982 году её удочерил дедушка, принц Мишель.

- Принц Эрик Бурбон-Пармский (28 августа 1953 — 21 января 2021), в 1980 году женился на графине Лидии Гольштейн-Ледреборг (род. 22 февраля 1955), дочери принцессы Марии Габриэллы Люксембургской; развод в 1999 году. Дети[5]:

- Принцесса Антония Бурбон-Пармская (род. 10 июня 1981)
- Принцесса Мари Габриэлла Бурбон-Пармская (род. 23 декабря 1982)
- Принцесса Алексия Бурбон-Пармская (род. 7 марта 1985)
- Принц Мишель Бурбон-Пармский (род. 12 февраля 1989)
- Принц Анри Бурбон-Пармский (род. 14 октября 1991). С 2020 года женат на своей троюродной сестре, эрцгерцогине Габриэлле Австрийской, дочери Карла Кристиана Австрийского. Две дочери:

- Виктория (род. 2017)
- Анастасия (род. 2021);
- Филиппина (род. 2023)

- Принцесса Сибил Бурбон-Пармская (род. 10 ноября 1954), в 1997 году вышла замуж за Крейга Ричардса.
- Принцесса Виктуар Бурбон-Пармская (8 ноября 1957—2001), в 1974 году вышла замуж за барона Эрнста фон Гечмен-Вальдека (род. 11 июля 1943); развод в 1988 году. Во второй раз замужем с 1993 года за Карлосом Эрнесто Родригесом. Дети от первого брака[5]:

- Баронесса Татьяна фон Гечмен-Вальдек (род. 22 июня 1974)
- Барон Винсент Николас фон Гечмен-Вальдек (род. 30 августа 1981)

- Принц Шарль-Эммануэль Бурбон-Пармский (род. 3 июня 1961), с 1991 года женат на Констанс де Равинель (род. 18 июля 1971), дочери барона Ива де Равинеля и Аликс де Кастеллан-Эсперрон[10]. Дети[5]:

- Принц Амори Бурбон-Пармский (род. 30 октября 1991)
- Принцесса Шарлотта Бурбон-Пармская (род. 18 июля 1993)
- Принцесса Элизабет Бурбон-Пармская (род. 12 июня 1996)
- Принцесса Цита Бурбон-Пармская (род. 1 апреля 1999)

Также у принца Мишеля была внебрачная дочь от Лори де Буржуа:
- Амели (род. 13 марта 1977), в 1997 году официально удочерена принцем с фамилией «де Бурбон де Парма»[5]. С 2009 года замужем за Игорем Богдановым[14]. Дети:

- Александр Богданов (род. 2011)
- Константин Богданов (род. 2014)

В 2003 году принц Мишель женился на Марии Пии Савойской (род. 24 сентября 1934), бывшей жене принца Югославии и Сербии Александра Карагеоргиевича; старшой дочери последнего короля Италии Умберто II и Марии Жозе Бельгийской.